# Johannes Rothe
Johannes Rothe (Creuzburg, 1360 körül – Eisenach, 1434. május 5.) jelentős német késő középkori történész, heraldikai író. Életét Eisenachban töltötte, ahol írnokként is működött. 1394-ben vikárius, 1412-ben a Marienstift kanonoka.
Műveiben különféle témákat érintett, mint a didaktika és a jog, valamint az egyházi próza. Legfontosabb műve az eisenachi városi krónika (Eisenacher Stadtchronik) és a Türingiai krónika (Düringische Chronik). Verses formában megörökítette Árpád-házi Szent Erzsébet életét és cselekedeteit (Lebens- und Leidensgeschichte der Landgräfin Elisabeth von Thüringen). Ezzel a témával korábbi történeti írásaiban is foglalkozott. A több mint 4000 verssort számláló műben Szt. Erzsébet életének eseményeit és a hozzá fűződő ismert csodatételeket írja le, és a 13. századi Türingia történetének és kultúrtörténetének is értékes forrása.
Ritterspiegel című írása az egyik legkorábbi heraldikai tárgyú mű. A kései lovagi eszmény összefoglalása, a fiatal nemesi közönségnek szánt tanmű.